# غابرييل تريمبلي
غابرييل تريمبلي هي كاتِبة وممثلة كندية، ولدت في 27 يوليو 1990 في Saint-Siméon, Capitale-Nationale ‏ في كندا.

## وصلات خارجية
- غابرييل تريمبلي على موقع IMDb (الإنجليزية)
- غابرييل تريمبلي على موقع قاعدة بيانات الفيلم (الإنجليزية)